# Art Baron
Art Baron (Bridgeport, 5 januari 1950) is een Amerikaanse jazztrombonist. Hij speelt onder meer ook didgeridoo en tuba. Hij was de laatste trombonist die Duke Ellington aannam, in 1973.
Baron studeerde aan Berklee College of Music. In augustus 1973 werd hij lid van het orkest van Ellington en speelde hier tot diens overlijden in 1974. Hij was leider van 'Duke's Men' en speelde en nam platen op met musici uit de jazz én popmuziek, waaronder Buddy Rich, Illinois Jacquet, Mel Tormé, Sam Rivers, Bruce Springsteen, Lou Reed, Stevie Wonder, John Legend, Glen Velez en Elliot Sharp.
- Bibliothèque nationale de France: cb139910189 (data)
- Gemeinsame Normdatei: 134797663
- International Standard Name Identifier: 0000 0000 5517 4877
- Library of Congress Control Number: nr93046864
- MusicBrainz: 198090a7-fb18-4e7a-9390-912afdccfeb0
- Nationale Bibliotheek van Israël: 987007324791805171
- Système universitaire de documentation: 161777392
- Virtual International Authority File: 39572005